# Mesocricetus brandti
Hamster turco ou mesocricetus brandti é uma espécie de hamster intimamente relacionado com o hamster sirio, é usado em laboratórios como cobaia, não é muito usado como animal de estimação por ser agressivo.